# Tripterospermum lanceolatum
Tripterospermum lanceolatum là một loài thực vật có hoa trong họ Long đởm. Loài này được (Hayata) H. Hara ex Satake miêu tả khoa học đầu tiên năm 1951.